# 菅野善右衛門 (1853年生)
菅野 善右衛門（かんの ぜんえもん、1853年2月8日（嘉永6年1月1日） - 1910年（明治43年）6月19日）は、明治時代の政治家。衆議院議員（1期）。

## 経歴
菅野善三郎の二男として、のちの福島県伊達郡福田村（現川俣町）に生まれる。兄吉太郎は夭折し、31代菅野善右衛門として家督を相続する。9歳の時、吉田尚言の塾に入り漢学を修め、のち北洲と号した。1889年（明治22年）町村制の施行により福田村が成立すると同村会議員に当選し、ついで村長となり3期務める。信夫、伊達、安達三郡病院組織委員、三郡組合会議員、常設委員、福島県会議員、徴兵参事委員、伊達郡会議員、川俣絹織物工業組合長などを務め、1898年（明治31年）7月に村長を辞す。
1898年（明治31年）8月の第6回衆議院議員総選挙では福島県第1区から憲政本党所属で出馬し当選。懲罰委員を務めた。

## 親族
- 二男：菅野善右衛門（衆議院議員）[3]